# Saint-Erme-Outre-et-Ramecourt
 Saint-Erme-Outre-et-Ramecourt  là một xã ở tỉnh Aisne, vùng Hauts-de-France thuộc miền bắc nước Pháp.

## Hành chính
| Danh sách thị trưởng                   |                      |               |              |         |
| Giai đoạn                              | Giai đoạn            | Tên           | Đảng         | Tư cách |
| mars 2001                              | réélu mars 2008      | Guy Cens      |              |         |
| 1995-2001                              | Jean-François Samain | Divers Droite | Nhà nông học |         |
| 1989-1995                              | Laurent              |               |              |         |
| 1977-1989                              | Jean-François Samain | Divers Droite | Nhà nông học |         |
| nc                                     | nc                   |               |              |         |
| 1909                                   | Clovis Venet         |               |              |         |
| 1830-1848                              | Jacques Lemoine      |               |              |         |
| Tất cả các dữ liệu trước đây không rõ. |                      |               |              |         |

## Biến động dân cư
| Năm | 1962  | 1968  | 1975  | 1982  | 1990  | 1999  |
| --- | ----- | ----- | ----- | ----- | ----- | ----- |
| Dân số | 1 522 | 1 578 | 1 791 | 1 818 | 1 867 | 1 861 |
| From the year 1968 on: No double counting—residents of multiple communes (e.g. students and military personnel) are counted only once. |       |       |       |       |       |       |